# James Arthur
Pour les articles homonymes, voir James Arthur (homonymie) et Arthur.
James Arthur, né le 2 mars 1988 à Middlesbrough (Angleterre), est un chanteur et artiste britannique ayant remporté la 9e saison du télécrochet britannique The X Factor, le 9 décembre 2012.

## Biographie

### Jeunesse
James Arthur est né à Middlesbrough, dans le Teesside, en Angleterre d'une mère anglaise, Shirley Ashworth et d'un père écossais, Neil Arthur. Le père de James était chauffeur-livreur, mais a aussi été DJ et batteur pendant de nombreuses années. Les parents de James se sont séparés quand il avait deux ans et chacun a emménagé avec un nouveau partenaire. Neil et Shirley n'étaient pas en bons termes depuis plus de vingt ans. Mais ils ont accepté d'assister à l'audition de leur fils en tant que réunion de famille.
James est d'abord allé à l'école primaire Ings Ferme à Redcar, dans le Yorkshire du Nord. Quand il avait neuf ans, il déménage avec sa mère et son beau-père Ronald Rafferty au Bahreïn, où il est allé à l'école britannique locale pendant quatre ans. Quand ils se séparent, James, alors âgé de 14 ans, revient au Royaume-Uni avec sa mère et ses deux demi-sœurs Jasmin et Neve, et vivent dans une modeste maison à Saltburn-by-the-Sea. À son retour, il continue ses études au Rye Hills School de Redcar.

James a cinq frères et sœurs, un frère aîné appelé Neil Arthur, une sœur plus âgée appelée Sian Arthur, et trois petites sœurs, Charlotte Arthur, Jasmin et Neve Rafferty.

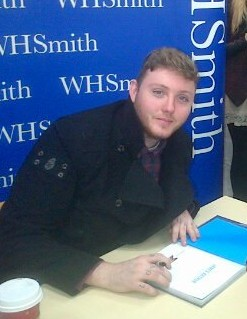
James Arthur lors d'une séance de dédicace à Middlesbrough.

### Carrière
James écrit et enregistre des chansons depuis l'âge de 15 ans en tant qu'artiste non signé, en solo ou en groupe, dont :
- Moonlight Drive - un groupe de rock originaire de Cleveland et composé de cinq personnes avec James comme chanteur.

Le groupe a été en activité entre 2005 et 2008. Ils ont enregistré notamment Said You'd Be There, Hole in My Heart et Tear Me Apart.
- Cue The Drama - un groupe de rock alternatif originaire de Marske-by-the-Sea et actif entre 2005 et 2008[7]. Ils ont enregistré notamment On the Radio 98KUPD, It's Killing Me,  I Reach You et It Hurts.
- Save Arcade - un groupe de rock alternatif de Middlesbrough, composé de James Arthur (chant, guitare), Josh Brown (clavier, chant), Matthew Green (guitare), Alex Beer (basse, chant), Travis Shaw (guitare, percussions, chant) et Karl Dowson (batterie)[8]. En 2009, le groupe sort un EP de trois chansons, appelé Truth, comportant le titre The Truth, ainsi que Echoes et I Un-Proudly Present. En juin 2010, le groupe sort un EP de cinq chansons, appelé Tonight We Dine in Hades, qui, en plus de comporter la chanson-titre Tonight We Dine in Hades inclut Superhero, You Always Want a Fight, Juliet Is Not Dead et She Aims to Please. Les deux EPs sont sortis sous le label indépendant 57 Records UK.
- Emerald Skye - un groupe d'indie pop/rock de quatre personnes formé en mars 2011 et basé à Redcar / Saltburn-by-the-Sea, composé de James Arthur (guitare, chant), Dean Harrison (piano, violon), Paul Gill (basse) et son collègue de Save Arcade, Matthew Green (batterie).

James a également mis en ligne ses propres chansons sur Soundcloud et YouTube, dont l'album Sins by the Sea. En 2011, il auditionne pour The Voice UK et arrive dans les 200 derniers mais ne va pas plus loin.
Il remporte le télécrochet britannique The X Factor le 9 décembre 2012 avec 53,7% des votes, contre Jahméne Douglas qui en reçoit 38,9%. Après sa victoire, sa chanson Impossible, une reprise de Shontelle datant de 2010, sort en tant que single de charité pour Together for Short Lives. Il est devenu le single du gagnant de X Factor le plus rapidement vendu depuis le début de l'émission, avec 255 000 téléchargements en 48 heures et plus de 490 000 à la fin de la semaine. Le single atteint le sommet des charts des singles britanniques dès sa première semaine de sortie. Après 11 jours, c'était le septième single de tous les concurrents de X Factor le plus vendu, avec 622 000 ventes. En deuxième semaine, le single retombe deuxième, mais regagne la première place en troisième semaine, et y est resté pendant plusieurs semaines supplémentaires. Après trois semaines, c'était le cinquième single le plus vendu de 2012 avec 897 000 ventes. Après quatre semaines, il a atteint 971 000 ventes. Le 11 janvier 2013, le single a été vendu à plus d'un million de copies. La chanson était également no 1 en Irlande, no 2 en Australie, Nouvelle-Zélande et Suisse, et no 8 en Slovaquie. En février 2013, le single est devenu le single du gagnant de X Factor le plus vendu avec 1,3 million de ventes.
Après avoir gagné X Factor, il est invité à retourner au Bahreïn pour ouvrir la British School of Bahrain's Music (l'École Britannique de la musique de Bahreïn), les studios de répétition de théâtre et l'amphithéâtre de 400 places faisant partie des agrandissements des installations de l'école dans laquelle il a étudié pendant quatre ans.
Le 4 novembre 2013, James Arthur sort son 1er album dont le nom est simplement James Arthur. Le 1er extrait de cet album est You're Nobody 'Til Somebody Loves You (YNTSLY), dont le clip a été mis en ligne le 19 septembre 2013.

## Performances lors deThe X Factor
| Épisode            | Thème                         | Chanson                                         | Résultat         |
| ------------------ | ----------------------------- | ----------------------------------------------- | ---------------- |
| Audition           | Free choice                   | Young                                           | Advanced         |
| Bootcamp 1         | Group performance             | How to Save a Life                              | Advanced         |
| Bootcamp 2         | Solo performance              | A Million Love Songs                            | Advanced         |
| Judges' houses     | Free choice                   | I Can't Make You Love Me                        | Advanced         |
| Week 1             | Heroes night                  | Stronger (What Doesn't Kill You)                | Safe (6th)       |
| Week 2             | Love and heartbreak           | No More Drama                                   | Safe (6th)       |
| Week 3             | Club classics                 | Sexy and I Know It                              | Safe (6th)       |
| Week 4             | Halloween                     | Sweet Dreams (Are Made of This)                 | Safe (3rd)       |
| Week 5             | Number-ones                   | Don't Speak                                     | Safe (6th)       |
| Week 6             | Best of British               | Hometown Glory                                  | Safe (3rd)       |
| Week 7             | Guilty pleasures              | Can't Take My Eyes Off You                      | Bottom two (5th) |
| Week 7             | Survivor song                 | Fallin'                                         | Bottom two (5th) |
| Week 8             | Songs by ABBA                 | SOS                                             | Safe (1st)       |
| Week 8             | Motown songs                  | Let's Get It On                                 | Safe (1st)       |
| Week 9: Semi-final | Songs dedicated to people     | One                                             | Safe (1st)       |
| Week 9: Semi-final | Songs to get you to the final | The Power of Love                               | Safe (1st)       |
| Week 10: Final     | Free choice                   | Feeling Good                                    | Safe (1st)       |
| Week 10: Final     | Mentor duets                  | Make You Feel My Love (with Nicole Scherzinger) | Safe (1st)       |
| Week 10: Final     | Favourite performance         | Let's Get It On                                 | Winner           |
| Week 10: Final     | Winner's single               | Impossible                                      | Winner           |

## Discographie

### Albums studio
- 2013 : James Arthur[16]
- 2016 : Back from the Edge
- 2019 : You
- 2021 : It'll All Make Sense in the End
- 2024 : Bitter Sweet Love
- 2025 : Pisces

### EP
- 2011 : Sins by the Sea
- 2012 : James Arthur EP
- 2012 : Hold On
- 2012 : James Arthur The Collection[17]

## Nominations et récompenses
- NRJ Music Awards: 1 (Fin 2013: Révélation internationale)